# Epamera bansana
Epamera bansana är en fjärilsart som beskrevs av Bethune-Baker 1926. Epamera bansana ingår i släktet Epamera och familjen juvelvingar. Inga underarter finns listade i Catalogue of Life.